# Boroughmuir Rugby Football Club
Maillots
Dernière mise à jour : 7 avril 2023.
Boroughmuir RFC est un club écossais de rugby à XV situé dans la ville d’Édimbourg, qui évolue en Super 6 (en).

## Histoire
Le club est fondé sous le nom de Boroughmuir Former Pupils RFC par d’anciens élèves du lycée de Boroughmuir. Les couleurs bleues et vertes datent de 1924. En 1939, Boroughmuir FP est officiellement affilié à la fédération écossaise. En 1954, le club est accepté dans le championnat non officiel dont il remporte la dernière édition en 1973. À la création du championnat officiel en 1973, Boroughmuir FP est logiquement placé en première division et termine septième. En mars 1974, le club devient Boroughmuir RFC. Les points culminants sont les titres de champion d’Écosse remportés en 1991, 2003 et 2008. Le point le plus bas fut la descente en deuxième division en 1999, qui fut suivie du titre de deuxième division et d'une remontée immédiate. 
En 2019, le club rejoint le nouveau championnat professionnel écossais nommé Super 6 (en).

## Palmarès
- Champion d’Écosse en 1955 (non officiel), 1973 (non officiel), 1991, 2003 et 2008
- Coupe d'Écosse en 1992, 2000, 2001, 2005 et 2015
- Champion de deuxième division en 2000

## Joueurs célèbres
- Mike Blair
- Chris Cusiter
- Bruce Hay
- Sean Lineen
- Tom Palmer
- Iain Paxton
- Ken Ross